# УМЗ-417
УМЗ-417 — бензиновый двигатель внутреннего сгорания, выпуск которого начался на Ульяновском моторном заводе в 1989 году. Пришёл на смену УМЗ-414.

## Описание
Двигатель УМЗ-417 впервые был представлен на УАЗ-3151. Его головка блока цилиндров отличается индивидуальным чугунным распредвалом. Диаметр впускных клапанов увеличен с 44 до 47 мм.
Впускной коллектор имеет круглые окошки в головке блока цилиндров. Однокамерный карбюратор уступил место двухкамерному.
Степень сжатия увеличена с 6,7 до 7,0. Практически УМЗ-417 является аналогом ЗМЗ-402.

## Модификации
- УМЗ-417.10[6]
- УМЗ-4175.10[7]
- УМЗ-4178.10 (-4178.10-01, -4178.10-03, -4178.10-10, -4178.10-52)[8]
- УМЗ-4179.10 (-4179.10-01, -4179.10-05, -4179.10-25)
- УМЗ-420.10 — инжекторный двигатель на базе УМЗ-417[9][10][11][12]

## Применения
- ГАЗель
- УАЗ СГР[13]
- УАЗ-469[14]
- УАЗ-3151
- УАЗ-31512
- УАЗ-31514[15]
- УАЗ-3160[16]
- УАЗ-3303[17]